# Église Saint-Pierre-et-Saint-Paul de Brienne-le-Château
Pour les articles homonymes, voir Église Saint-Pierre-et-Saint-Paul.
L'église Saint-Pierre-et-Saint-Paul est une église située à Brienne-le-Château, en France.

## Description
L'église peut être remarquée par son clocher, une tour de style néoclassique (1790). L'église a été très endommagée le 15 juin 1940 par un incendie déclenché dans la ville par l'armée française (306e et 332e Régiments d'Infanterie). L'ordre avait été donné de détruire Brienne (il s'agissait sans doute de détruire le dépôt de munitions de Brienne, et non la ville !)

## Localisation
L'église est située sur la commune de Brienne-le-Château, dans le département français de l'Aube.

## Historique

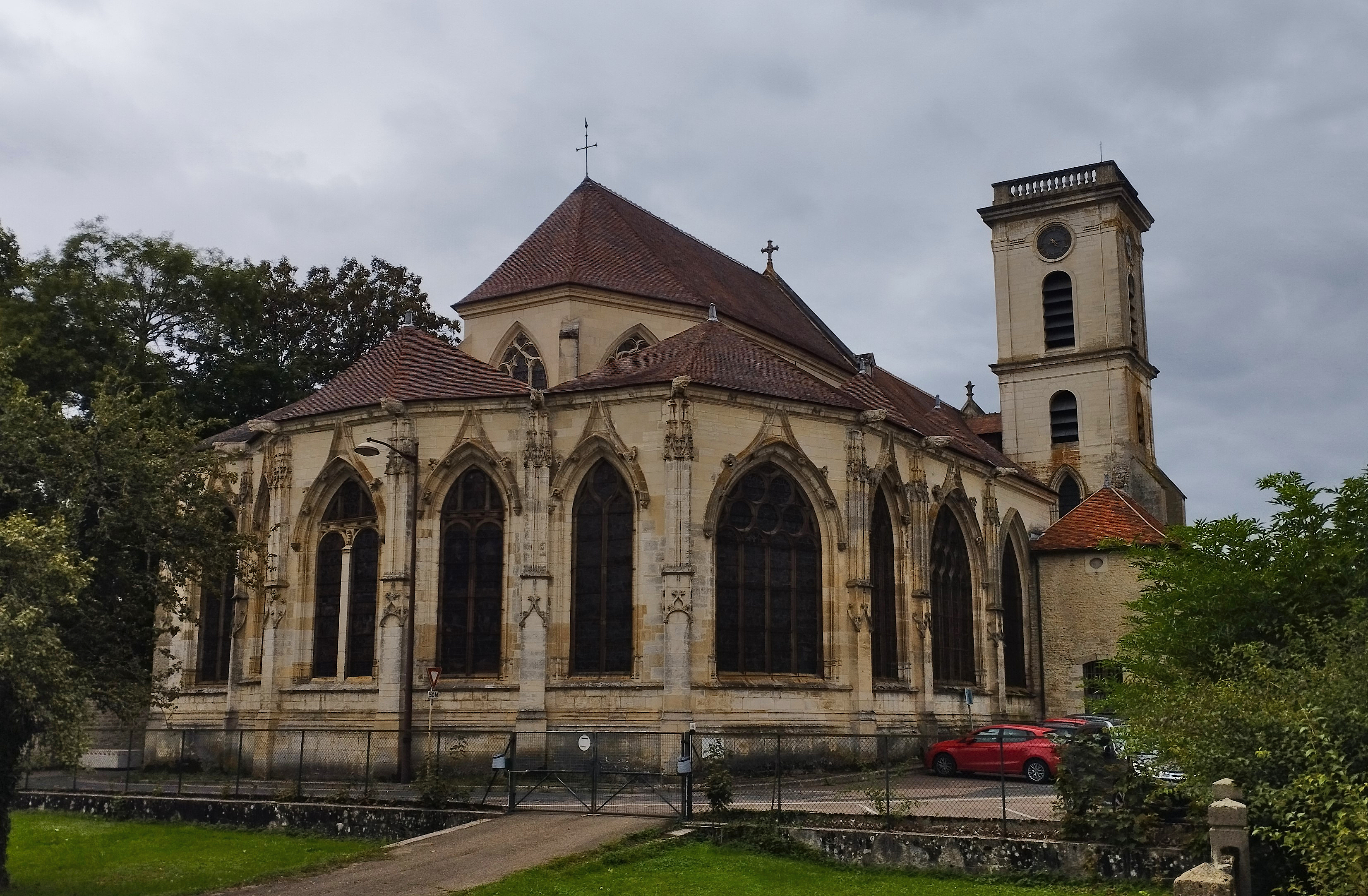
L'abside de l'église Saint-Pierre et Saint-Paul de Brienne-le-Château en 2024 après démoussage de la toiture.

La construction actuelle est importante mais hétérogène (XII - XIXe siècle). Du XIIe siècle, datent les piliers est et ouest de la nef ; du XIIIe siècle, les bas-côtés de la nef ; du XIVe siècle, la nef elle-même ; du , le sanctuaire; du XVIIIe siècle, la façade et la tour en 1790 ; du XIXe siècle, les voûtes du sanctuaire. Avant 1914, l'église est entourée du cimetière, déplacé plus loin à un nouvel emplacement à 400 mètres au nord de l'édifice. L'église a été incendiée en 1940. Elle fut rendue au culte en 1965. L'église renferme de nombreux vitraux dont un ensemble de grisailles réalisés par des maîtres verriers troyens au XVIe siècle.

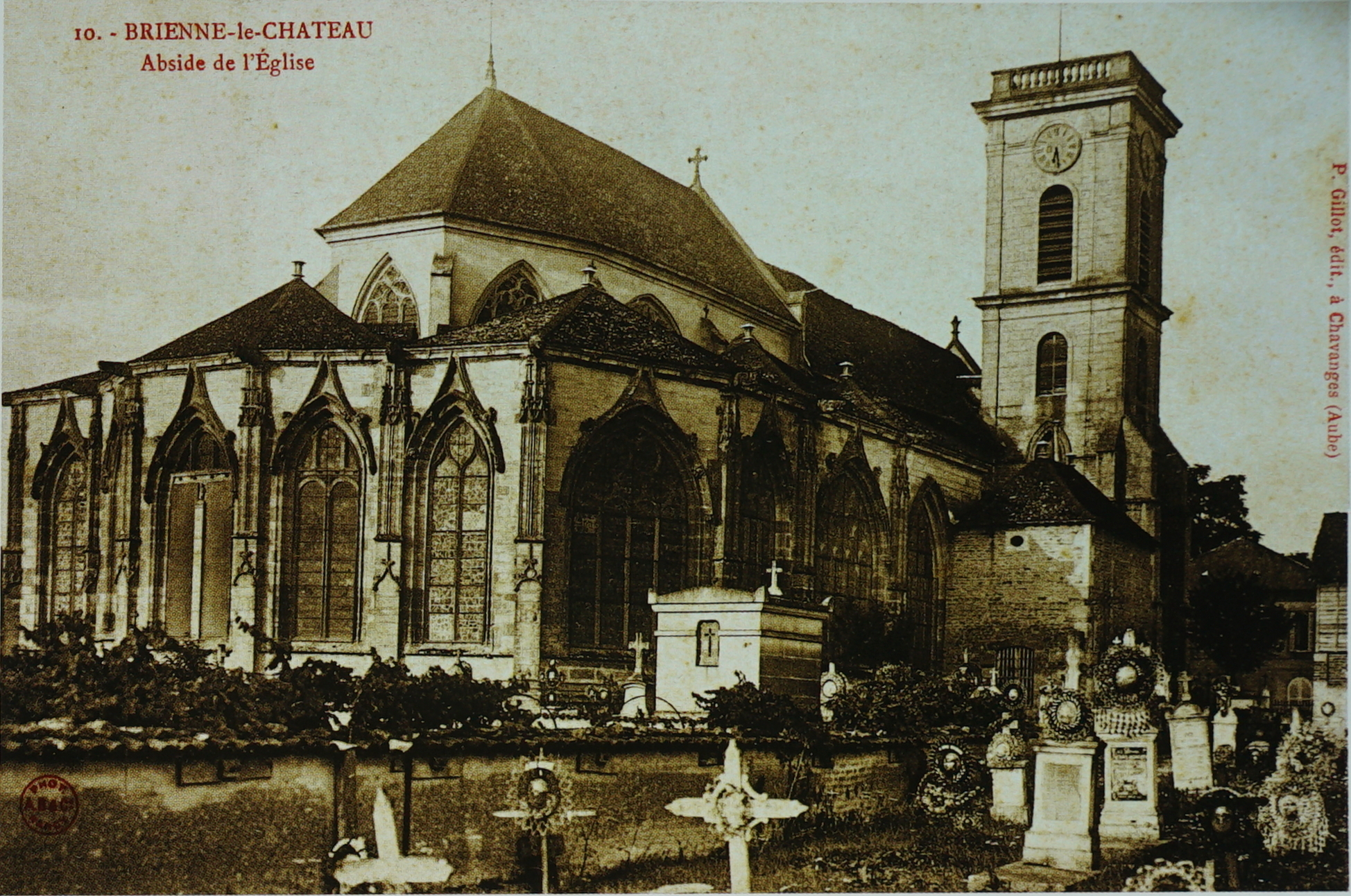
L'église avant 1914 avec son cimetière.

L'édifice est classé au titre des monuments historiques en 1895.

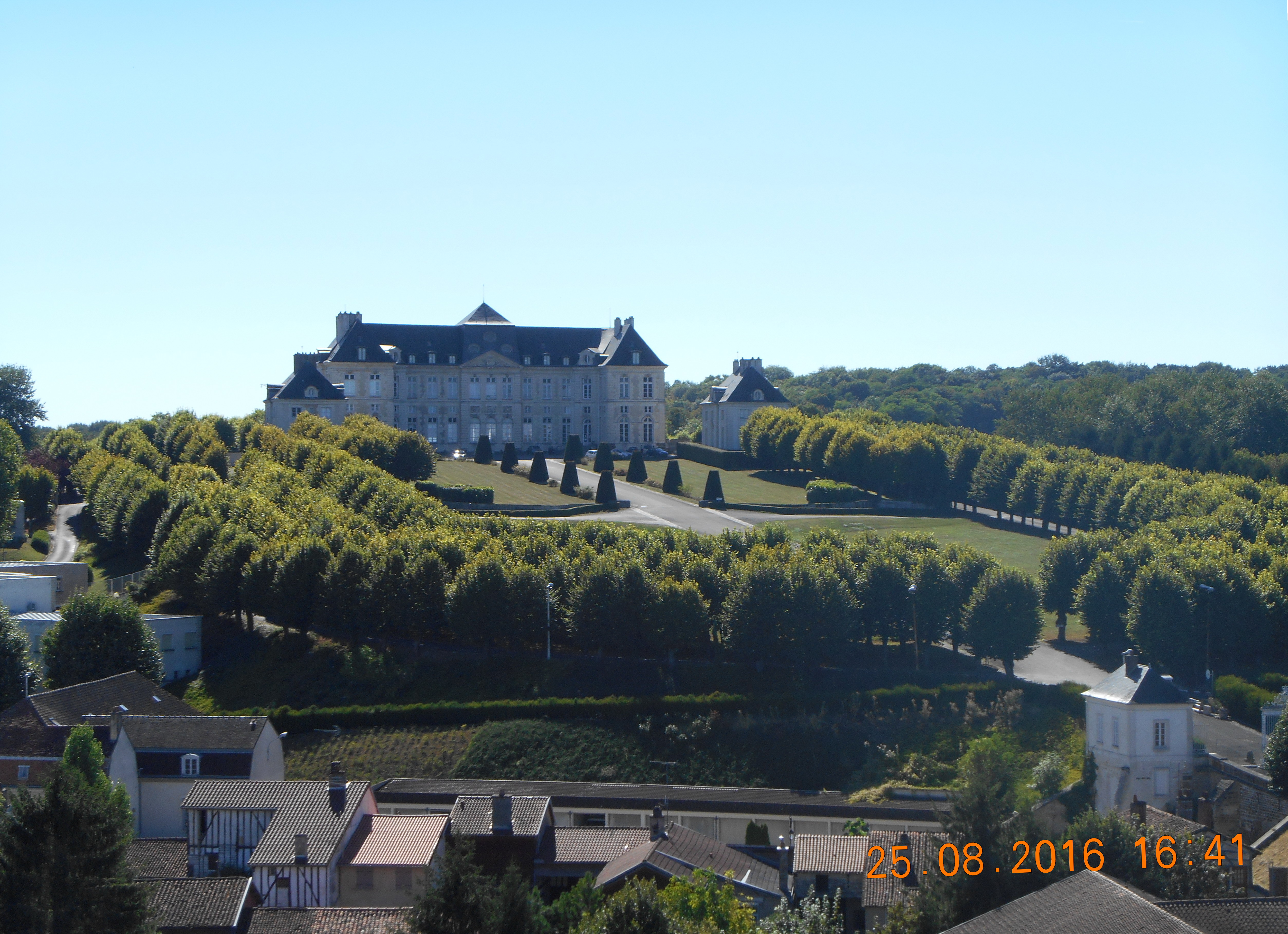
Château vu du clocher de l'église.

## Cloches
Le clocher abrite une sonnerie de 4 cloches de volée, fondues le 23 avril 1965 par la fonderie Cornille-Havard de Villedieu-les-Poêles. Elles ont été baptisées le dimanche 4 juillet 1965.
- Lucie : ré 3 - 1,650 kilos
- Marie : mi 3 - 1,150 kilos
- Monique : fa # 3 - 780 kilos
- Elisabeth : la 3 - 520 kilos

Chaque cloche, dans ses inscriptions, en plus du nom de son parrain et de sa marraine porte la mention :
Détruite lors de l’incendie de l’église en juin 1940, j’ai été fondue en l’an de grâce 1965. M. Robert Signol étant maire, MM. Pierre Bogé et Jean Rivet adjoints. J’ai été consacrée par Mgr Julien Le Couëdic, évêque de Troyes, assisté de Mgr Thibault Hoffmann et Mgr André Marsat vicaires généraux.
S.S. Paul VI étant pape, le chanoine André Chané, curé de la paroisse.